# Scaptomyza molokaiensis
Scaptomyza molokaiensis är en tvåvingeart som beskrevs av Elmo Hardy 1967. Scaptomyza molokaiensis ingår i släktet Scaptomyza och familjen daggflugor.
Artens utbredningsområde är Hawaii.